# Heinrich Carl Christian Pego
Heinrich Carl Christian Pego (* 13. Januar 1828 in Celle; † 10. Dezember 1893 in Osterode am Harz) war ein deutscher Kaufmann.

## Leben
Pego gründete am 2. Januar 1852 die Firma H. Pego & Co. Das Unternehmen war in Hamburg am Alten Wandrahm 35 ansässig.  1888 trat er aus der Firma aus. Pego betrieb Gipsmühlen und eine Bierbrauerei in Osterode am Harz.
In Hamburg war Pego von 1861 bis 1864 Steuerbürger und 1865 bis 1866 Mitglied der Totenladendeputation. Er gehörte von 1859 bis 1867 der Hamburgischen Bürgerschaft an.